# Naczelny Polski Komitet Wojskowy

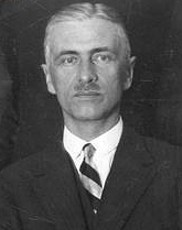
Władysław Raczkiewicz

Naczelny Polski Komitet Wojskowy, w skrócie Naczpol – reprezentacja żołnierzy polskiego pochodzenia w wojsku rosyjskim, powołana po rewolucji lutowej i obaleniu caratu w Rosji na I Ogólnym Zjeździe Wojskowych Polaków w Piotrogrodzie (8 czerwca-22 czerwca 1917). Prezesem komitetu został chorąży armii Imperium Rosyjskiego Władysław Raczkiewicz.
Z chwilą wybuchu I wojny światowej, po stronie rosyjskiej  rozpoczęły się prace nad organizacją formacji polskich. Podstawą ich tworzenia była odezwa wielkiego księcia Mikołaja Mikołajewicza, głównodowodzącego wojskami rosyjskimi z dnia 14 sierpnia 1914 do Polaków, w odpowiedzi na akcje oddziałów strzeleckich Józefa Piłsudskiego. Już we wrześniu 1914 powstały tzw. drużyny Gorczyńskiego, przemianowane na Legiony Polskie, a przyjmujące od miejscowości formowania nazwy Legion Puławski i Legion Lubelski. Władze rosyjskie w lutym 1915 roku jednak zakazały organizowania oddziałów polskich, a istniejące legiony zostały przemianowane na drużyny pospolitego ruszenia. W październiku 1915 została na ich bazie utworzona Brygada Strzelców Polskich, przeformowana następnie na Dywizję Strzelców Polskich pod dowództwem gen. Tadeusza Bylewskiego, rozbudowana w lutym 1917 i skierowana do walki na Front Południowy w rejon Stanisławowa.
Drużyny Gorczyńskiego nie miały swej reprezentacji politycznej. Dopiero po przemianowaniu ich na Legion Polski, Komitet Narodowy Polski w Warszawie  podjął się reprezentowania tej formacji i wyłonił w styczniu 1915 Komitet Organizacyjny Legionów Polskich. Został on jednak rozwiązany 27 marca 1915, po przemianowaniu Legionów Polskich na pospolite ruszenie. Wobec nieprzychylnego stanowiska władz w stosunku do polskich inicjatyw politycznych, Brygada i Dywizja Strzelców Polskich także nie posiadały reprezentacji politycznej, a możliwość jej utworzenia powstała dopiero po rewolucji lutowej w Rosji, kiedy po obaleniu caratu zaistniały warunki do tworzenia nowych polskich sił zbrojnych w Rosji.
Rewolucja  rosyjska 1917, postępujący z każdym dniem rozpad armii rosyjskiej i deklaracja rosyjskiego Rządu Tymczasowego z 30 marca 1917 w sprawie polskiej, skłoniły Polaków w armii rosyjskiej do  organizowania się w odrębne jednostki narodowe. Początkowo celem tej organizacji było utrzymanie frontu przeciwko Niemcom i Austro-Węgrom, zapewnienie Polakom powrotu do kraju, sprawy socjalne i kulturalno-oświatowe. Szybko jednak akcja ta postawiła przed sobą program polityczno-wojskowy w sensie walki o polską państwowość. Jednak z biegiem czasu po rewolucji, rozwój sytuacji nie sprzyjał działaniom mającym na celu tworzenie jednostek polskich. Przeciwnikiem tworzenia jednostek polskich był m.in. Aleksander Kiereński - od lipca 1917 minister wojny Rządu Tymczasowego.
W dniach 8-22 czerwca 1917 obradował w Piotrogrodzie I Ogólny Zjazd Wojskowych Polaków. W trakcie obrad zaznaczyły się ostre spory pomiędzy tzw. tendencją rewolucyjna, a narodową. Część wojsk uległa tendencjom bolszewickim i nie zamierzała uczestniczyć w dalszych walkach na froncie po stronie Rosji. Na czele lewicowego Związku stanął chorąży Antoni Żabolicki. Nurt związany z endecją powołał własną polityczna nadbudowę - Naczelny Polski Komitet Wojskowy (Naczpol) pod przewodnictwem chorążego Władysława Raczkiewicza. W skład Naczpolu wchodziły 33 osoby. Był mało operatywny ze względu na dużą liczbę osób kierujących. Był też zwalczany przez polskie organizacje lewicowe. W celu zorganizowania jednolitej polskiej siły zbrojnej przy Naczpolu powołana została polska komendantura z gen. Józefem Dowbor-Muśnickim na czele. Powołano też specjalną Komisję Wojskową z gen. Janem Jacyną.

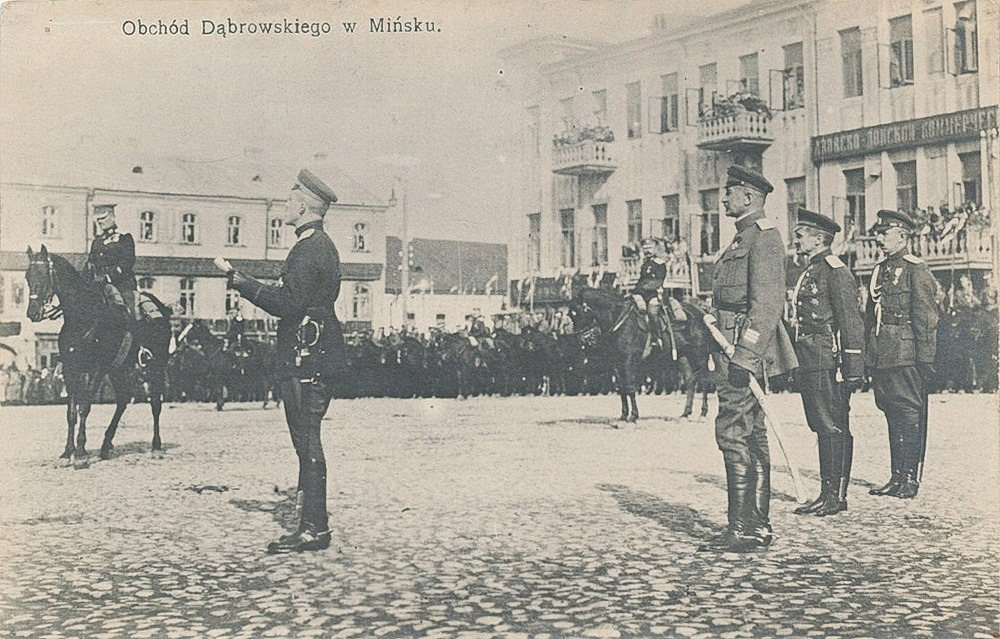
Czytanie wezwania NaczPol na Placu Katedralnym w Mińsku, 15 października 1917 roku

Jego działaczami byli m.in. M. Jamontt, gen. Józef Dowbor-Muśnicki, płk Lucjan Żeligowski i gen. Wacław Iwaszkiewicz-Rudoszański, gen Jan Jacyna. Do głównych zadań jego działalności należała organizacja wojskowych oddziałów polskich w Rosji (w czym współpracował z podporządkowaną mu Komisją Wojskową przy rosyjskim Sztabie Generalnym) i obrona ludności polskiej, zamieszkującej Kresy Wschodnie.
W Rosji, w lipcu 1917, głównodowodzącym armią został gen. Ławr Korniłow. Był on zwolennikiem powołania nowej polskiej formacji wojskowej, która mogłaby zastąpić tracąca walory bojowe Dywizję Strzelców Polskich. Wtedy powstały warunki do utworzenia Korpusów Polskich na Wschodzie (w Rosji). Naczpol zaproponował na dowódcę I Korpusu gen. Józefa Dowbor-Muśnickiego. Korpus miał liczyć  67 790 żołnierzy.
Naczelny Polski Komitet Wojskowy został rozwiązany po przewrocie bolszewickim 4 lutego 1918, w trakcie rokowań prowadzonych przez bolszewików w Brześciu z Państwami Centralnymi o zawarcie separatystycznego traktatu pokojowego. Grupa jego członków utworzyła Radę Naczelną Polskiej Siły Zbrojnej w Kijowie, która 4 marca 1918 przekazała kompetencje Radzie Regencyjnej.